# Kobo-chan
Kobo-chan (jap. コボちゃん) ist eine Yonkoma-Mangaserie des japanischen Mangaka Masashi Ueda. Das Werk ist ins Genre Comedy einzuordnen.

## Handlung
Im Mittelpunkt der Mangareihe steht der frühreife Junge Kobo, der bei seinem alltäglichen Leben begleitet wird. Er setzt sich dabei mit den Eigentümlichkeiten des Lebens der Erwachsenen auseinander.

## Charaktere
- Kobo Tabata, ein fünfjähriger Kindergärtner
- Sanae Tabata, Kobos Mutter
- Koji Tabata, Kobos Vater
- Iwao Yamakawa, Sanaes Vater
- Mine Yamakawa, Sanaes Mutter

## Veröffentlichung
Die Serie wurde ursprünglich in der Zeitung Yomiuri Shimbun vom 1. Januar 1980 bis 29. März 1982 veröffentlicht. Bislang sind 60 Bände erschienen. Als Kobo, the Li'l Rascal erschien Kobo-chan in den USA.

## Anime
Kobo-chan wurde 1992 vom Studio Eiken als Anime umgesetzt. Regie führte Hiromitsu Morita, das Charakterdesign entwarf Jouji Yanase. Die Fernsehserie wurde auf dem Sender Nippon Television vom 19. Oktober 1992 bis 21. März 1994 gezeigt.

### Synchronisation
| Rolle                     | japanischer Sprecher (Seiyū) |
| ------------------------- | ---------------------------- |
| Kobo Tabata               | Ikue Ōtani                   |
| Hiroko                    | Hinako Kanamaru              |
| Futoshi                   | Chika Sakamoto               |
| Lehrer                    | Hiroko Emori                 |
| Shigeru                   | Kazue Ikura                  |
| Akira, Shirakawa, Satoshi | Kyoko Hikami                 |
| Hanako                    | Yuri Shiratori               |